# ニコラス・プラット
ニコラス・プラット（Nicholas Platt, 1936年3月10日 - ）は、アメリカ合衆国の外交官。駐パキスタン大使、駐フィリピン大使、駐ザンビア大使を歴任。カナダ、中国、香港、日本に上級外交官として駐在。

## 経歴
ニューヨーク州ニューヨークにて誕生。1957年にハーバード大学で学士号を取得。1959年にジョンズ・ホプキンス大学高等国際問題研究院で修士号を取得。
ワシントン外交政策研究センターにて研究助手を務めた後、1959年に国務省外交局に入省。1959年から1961年までカナダのウィンザーに副領事として駐在。外務研修所（1962年から1963年まで）や台湾・台中の米国務省中国語研修所（1963年から1964年まで）にて中国語を受講。1964年から1968年まで香港総領事館に政治担当官として駐在。1968年から1969年まで東アジア・太平洋局中国部に勤務。
1969年から1971年まで情報調査局アジア共産主義地域部部長。1971年から1973年まで秘書課副課長・課長。1973年から1974年まで在中国北京連絡事務所政治部部長。1974年から1977年まで在日本大使館政治部副部長。1977年から1978年まで東アジア・太平洋局日本部部長。1978年から1980年まで国家安全保障会議職員（アジア担当）。1980年から1981年まで国防次官補代理（国際安全保障問題担当）。1981年から1982年まで国務次官補代理（国際機構担当）。
1982年から1985年まで駐ザンビア大使。1985年から1987年まで国務省事務局長。1987年から1991年まで駐フィリピン大使。1991年から1992年まで駐パキスタン大使。
国務省退官後は、1992年から2004年までアジア・ソサエティ会長を務め、2004年には名誉会長。

## 著書
- China Boys: How U.S. Relations with the PRC Began and Grew—A Personal Memoir (New Academia Pub/VELLUM Books, 2010)

書名は1972年にリチャード・ニクソン大統領が中国を訪問した際、若き中国専門家として政府代表団に加わったプラットに対し「君たち、チャイナ・ボーイズはこれからもっと多くのことをやるだろう」とニクソンから励まされたことに由来する。

## 家族
父親はオランダ系アメリカ人を祖先とする建築家ジェフリー・プラット (Geoffrey Platt)。母親はヘレン・チョート (Helen Choate)。シエラ・メイナード (Sheila Maynard) と結婚し、以下の子供をもうけた。
1. アダム・プラット (Adam Platt)
2. オリヴァー・プラット (Oliver Platt) 俳優。
3. ニコラス・プラット (Nicholas Platt Jr.)

また、プラットの高祖父母（父親の母の祖父母）に、新島襄が渡米時に乗船したワイルド・ローヴァー号の船主で、新島のフィリップス・アカデミーとアマースト大学進学を支援したアルフィーアス・ハーディー（Alpheus Hardy 1815-1887）とスーザン・ホームズ・ハーディー（Susan Warner Holmes=Mrs. Alpheus Hardy 1817-1904）がいる。